# Pál László (politikus)
Pál László (Budapest, 1942. szeptember 5. – Budapest, 2017. november 21. vagy előtte) magyar villamosmérnök, politikus (MSZP), országgyűlési képviselő, egykor a Horn-kormány minisztere, szakíró.

## Családja
Egyik nagyapja nyomdász volt. Másik nagyapja gabonakereskedéssel foglalkozott. Édesapja, Pál Tibor (született 1910-ben) gimnáziumi érettségivel előbb nyomdász volt az Athenaeum Nyomdában, majd a Posta Központi Hírlapirodában, később a Lapkiadó Vállalatnál dolgozott tördelőszerkesztőként. Édesanyja, Svéd Ágnes (született 1916-ban) a Fiumei Kereskedelmi Vállalat kereskedelmi alkalmazottja, majd a Gondolat Könyvkiadó terjesztési osztályvezetője volt. A második világháború után mindketten tagjai voltak az MKP-nek, az MDP-nek, majd az MSZMP-nek. Édesanyja belépett az MSZP-be is. Húga, Katalin (1948) építészmérnök.
1965-ben vette feleségül Sumejeva Raisza villamosmérnök kutatót, aki később külkereskedő, a Medicor egyik vezetője volt.
Gyermekeik: András (1968) számítástechnikus és Katalin (1971) televíziós segédszerkesztő, fotós, levelező hallgató a Magyar Testnevelési Egyetemen.

## Életpályája
Az általános és a középiskolát Budapesten végezte, erősáramú ipari  technikumba járt. 1966-ban Moszkvában szerzett diplomát a Moszkvai Energetikai Intézetben, villamosgépek és számítástechnikai szakon. Hazatérése után 1969-ig a Villamosipari Kutatóintézet tudományos munkatársa, illetve csoportvezetője volt. Miután a szakdolgozatok 1969-től az Országos Műszaki Fejlesztési Bizottság (OMFB) főelőadója, 1973-1980 között osztályvezető, majd öt évig főosztályvezető volt. 1982-ben gazdaságpolitikai oklevelet szerzett az MSZMP Politikai Főiskoláján. 1985-től 1989-ig az OMFB főcsoportfőnöke volt.
1987-ben USIA-ösztöndíjasként tanulmányokat folytatott az Amerikai Egyesült Államokban. 1986 és 1989 között az országos középtávú kutatási-fejlesztési terv, a gazdaságorientált kutatási program és az elektronizálási kormányprogram felelőse. A következő bizottságokban, tanácsokban és programokban vállalt szerepet: elektronizálási és gazdaságfejlesztési programbizottság, elektronizálási koordinációs bizottság, a számítástechnikai kormányközi bizottság gazdasági tanácsa, valamint a Neumann János Számítógép-tudományi Társaság elnöksége. Magyarországon elsők között foglalkozott a komputer támogatta tervezéssel, a CAD-rendszerek fejlesztésével. Szerepe volt abban, hogy a szoftverexport évi 30 millió dollárra futott fel, s hogy kétszázezer ember kapott számítástechnikai alapképzést. 1975-től 1989-ig az elektronikai licencvásárlások egyik szervezője, a magyar-francia elektronikai kormánybizottság tagja, majd elnöke, illetve a Magyarország és a német Siemens-vállalatcsoport közötti együttműködés vezetői testületének a tagja. 1989. júliusban kinevezték az Ipari Minisztérium államtitkárává, 1990. májusig a feldolgozóipar felügyeletét látta el. A kormány COCOM-ügyekkel megbízott képviselője volt. 1990. május 2-án, a Németh-kormány hivatali idejének lejárta előtt három héttel, miután képviselővé választották, (az összeférhetetlenség megszüntetése érdekében) lemondott államigazgatási pozíciójáról. 1990-ben - hét hónapon át - a Videoton Elektronikai Vállalat főtanácsadója volt. Az Antall-kormány hivatalba lépése után bírálta a kormány privatizációs stratégiájának a végrehajtóit, mivel megítélése szerint a vállalat privatizációját előnytelenül, rossz stratégiával indították el.
Rendszeresen publikált szakfolyóiratokban. Tagja volt az Automatizálás, a Mérés és Automatika, valamint a Számítástechnika című szaklapok szerkesztőbizottságának. 1968 óta MTESZ-tag volt. Részt vett az MTA automatizálási és számítástechnikai bizottságának, valamint alkalmazott informatikai bizottságának a munkájában.

### Az MSZMP tagjaként
1965-ben belépett az MSZMP-be. 1981 és 1988 között az OMFB pártalapszervezetének a titkára volt, és kerületi pártbizottsági, illetve végrehajtó bizottsági tagként is dolgozott.

### Az MSZP tagjaként
Az 1989. októberi kongresszuson beválasztották az MSZP Országos Elnökségébe. Az 1990. évi országgyűlési választásokon az első fordulóban Budapest 8. sz. (VI. ker.) választókerületében negyedik lett, majd  pártja országos listájáról jutott be az Országgyűlésbe. 1990-ben az MSZP-frakció vezetőségi tagja lett. 1990. május 3-tól az Országgyűlés gazdasági állandó bizottságának a tagja, 1991. augusztus 22-től alelnöke, a bizottság energetikai és távközlési albizottságainak a tagja. Négyéves munkája folyamán szinte kivétel nélkül gazdaságpolitikai témákban
szólalt fel, többször vezérszónokként. Tiltakozott a kormány 1993. februári, a lelassult privatizációt
gyorsító programja ellen, mivel az intézkedések az áron aluli értékesítés veszélyét rejtették magukban.
Képviselői önálló indítványként egy teljes privatizációs törvényjavaslatot nyújtott be.
Az 1994. évi országgyűlési választásokon Budapest 19. sz. választókerületében (XIII. ker.) választókerületében  választották képviselővé.

### Miniszterként
Az MSZP-SZDSZ megállapodás értelmében Pál László az 1994. július 15-én hivatalba lépett koalíciós kormány ipari és kereskedelmi minisztere lett. Az általa vezetett tárca a korábbi Ipari és Kereskedelmi Minisztérium, a Nemzetközi Gazdasági Kapcsolatok Minisztériuma és az Országos Műszaki Fejlesztési Bizottság összevonásával jött létre. Úgy ítélte meg, hogy személyi állományában és szervezettségében az NGKM a legerősebb, így ennek bázisán szervezte újjá a tárcát. Miniszterként fontos feladatának tekintette a zöldmezős ipari beruházások szervezését, a technológiaimportot, valamint a volt KGST-piacok visszaszerzését. Kísérletet tett a 900 millió dolláros orosz államadósság törlesztésének az előmozdítására, szorgalmazta, hogy az adósság fejében magyar vállalkozók tulajdonrészt szerezhessenek a privatizálandó orosz termelőüzemekben. Részese volt az Ózd és Diósgyőr sorsát meghatározó csomagterv kidolgozásának. 1994-1995 fordulóján vitája alakult ki a kormánnyal a befektetésösztönzés kérdésében, eredménytelenül szorgalmazta, hogy a külföldi befektetők továbbra is nagyobb kedvezményeket kapjanak. A villamosenergia-ipar privatizációja kapcsán is különvéleményt képviselt, álláspontja szerint az áramszolgáltató vállalatok többségi tulajdonának az MVM Rt. kezében kellett volna maradnia, hogy a villamosenergia-rendszer perspektivikus működése biztosítva legyen. Nézeteit nem fogadta el sem Békesi László, sem Bokros Lajos pénzügyminiszter, sem Horn Gyula miniszterelnök, aki 1995. július 15-i hatállyal felmentette az ipari tárca vezetése alól. Továbbra sem értett egyet a privatizációs törvény módosításával s az önkormányzati tulajdonról szóló törvény idevonatkozó részének módosításával, s nem is szavazta meg a javaslatokat. Bekapcsolódott az MSZP-frakció külügyi és európai integrációs, valamint költségvetési, pénzügyi és számvevőségi munkacsoportjának a tevékenységébe.

### Későbbi pályafutása
Pál László 1995 szeptemberétől 1999-ig a Magyar Olaj- és Gázipari Rt. igazgatótanácsának élén állt. 2002-ben a Magyar Villamos Művek Rt. vezérigazgatója lett. Erről a pozíciójáról az Rt.  rendkívüli közgyűlése 2004. december 1-jei hatállyal leváltotta.
Hosszú, súlyos betegség után 2017-ben érte a halál.

## Díjai, elismerései
- A számítástechnikai ipar megteremtésben játszott szerepéért 1987-ben Neumann János-, iparszervező tevékenységéért 1988-ban Eötvös Loránd-díjban részesült.
- A KGST-országok számítástechnikai iparának megszervezésében való részvételéért az SZKP Politikai Bizottsága döntése alapján Népek Barátsága Érdemrendet kapott a Szovjetunió kormányától;
- 1988-ban a Magyar Népköztársaság Csillagrendjével tüntették ki.
- A Munka Érdemrend bronz és ezüst fokozata, a bányászati Borbála-díj (1995) és a Pro Inventore-díj (1995) tulajdonosa.